# Signabøur
Signabøur este un oraș din Insulele Faroe.